# Trichothraupis melanops
Trichothraupis melanops là một loài chim trong họ Thraupidae.